# Boeing E-6 Mercury
Le Boeing E-6 Mercury est un poste de commandement aéroporté destiné à l'US Navy dans le cadre d'une riposte nucléaire des États-Unis. Il est directement basé sur l'avion de ligne Boeing 707. Sa mission est dite « TACAMO » pour Take Charge And Move Out, ou en français « prendre en charge et s'en aller ».

## Histoire
En 1977, le Naval Air Development Center (NADC) commence à réfléchir au remplacement des relais de communication volants Lockheed EC-130Q en service au sein de deux unités de l'US Navy. Ces avions sont alors chargés de transmettre les ordres, notamment de tir nucléaire, aux sous-marins en plongée. Pour cela ils embarquent tout un arsenal électronique. Cependant ces avions, conçus au départ pour une tout autre mission commencent à sérieusement accuser leur âge. Trois appareils sont alors observés de près par les autorités navales américaines : le Boeing 707, le Douglas DC-8, et le Lockheed C-130.
Finalement en avril 1983 le NADC annonce avoir sélectionné le Boeing 707-320B comme base de développement du nouvel avion désigné « E-6A ». D'abord baptisé Hermes il est finalement renommé Mercury.
Si le prototype vole assez rapidement, quatre ans plus tard, il faut tout de même attendre le mois d'août 1989 pour que l'avion commence ses survols océaniques. Pour amortir ses coûts de développement l'US Navy fait appel à des systèmes éprouvés comme l'AN/ALR-66 déjà utilisés sur le P-3C Orion ou encore les systèmes de communication basses et très basses fréquences développés initialement pour le Boeing VC-25A. Les seize exemplaires de série sont livrés aux unités VQ-3 et VQ-4 entre 1989 et 1992.
Entre-temps les États-Unis sont entrés en guerre contre l'Irak de Saddam Hussein à la suite de l'annexion par les troupes de ce dernier du Koweït. Si l'Amérique n'y utilise pas d'arme nucléaire les Boeing E-6A sont utilisés comme poste de commandement aéroporté, notamment pour guider les frappes navales des missiles Tomahawk au plus près des cibles irakiennes. Ce que les médias nomment des « frappes chirurgicales ».
En 1994, le département de la Défense des États-Unis (US DoD) décide de rompre avec la tradition qui veut que ce soit aux avions de l'United States Air Force de remplir les missions stratégiques prioritaires au sein de l'arsenal nucléaire des États-Unis en confiant aux Mercury la mission de poste de commandement aéroporté en remplacement des Boeing EC-135 utilisés jusque-là, qui vieillissent eux aussi. Cela entraîne donc un bouleversement qui se traduit par la modification des E-6A en E-6B. Le chantier commence en 1997 et s'acheva en 2000. À compter de cette année-là le Boeing E-6B Mercury emporte des équipages mixtes US Air Force et US Navy à chaque mission.
En 2005, il est question de mettre à la retraite le Boeing E-4 NAOC au profit d'un futur E-6C, mais cela n'a finalement pas lieu, l'E-4 étant jugé encore fiable pour plusieurs années. Cependant l'idée de moderniser l'avion fait son chemin et en 2007 les E-6B sont équipés d'un cockpit directement issu de celui du Boeing 737-700. Début 2012 les Boeing E-6B Mercury sont basés à Patuxent-River dans le Maryland, à Travis en Californie, et à Tinker dans l'Oklahoma. Aucun appareil de ce genre n'a été exporté.
En 2025, il est prévu que le E-6 commence à être retiré du service vers 2030 et soit remplacé par le Lockheed Martin E-130J (en).

## Aspects techniques
Le Boeing E-6 Mercury est un monoplan à aile basse cantilever propulsé par quatre réacteurs à double flux franco-américains CFM International. Il est construit intégralement en métal, et fait appel à plusieurs équipements électroniques de haute technologie, tel un GPS différentiel, divers systèmes de communications à basse et très basse fréquences. Dans ce cas deux antennes filaires sont tractées et rangées dans des conteneurs spéciaux dans le fuselage de l'avion. La première à une longueur de 1 220 mètres et la seconde de 7 925 mètres. Elles permettent de communiquer avec les submersibles en plongée. Outre sa livrée blanche caractéristique l'E-6 Mercury se reconnait au premier coup d'œil par le bulbe d'extrados de fuselage qui renferme divers équipements électroniques dont le système radar AN/ALR-66. Au-dessus de son cockpit triplace l'avion dispose d'un réceptacle de ravitaillement en vol destiné à accroitre son rayon d'action. Le Boeing E-6 Mercury est le plus gros avion à avoir porté les couleurs de la marine américaine, loin devant le Boeing EB-47, le Boeing P-8 Poseidon, ou encore le Lockheed R6V Constitution.

## Le cas du Boeing TC-18F
En août 1995 le Naval Training Support Unit (NTUS) annonce son intention d'acquérir deux Boeing 707-382C afin de former au mieux les équipages de Mercury, mais aussi les pilotes. Ces avions sont rachetés sur le marché civil et transformés par Chrysler Technologies. Ils reçoivent la désignation de TC-18F sans toutefois avoir de nom de baptême. Ces avions sont basés eux aussi à Travis-AFB. 
Les TC-18F sont les plus gros avions d'entraînement en service aux États-Unis à leur retrait en 2012. À la différence des E-6, ils disposent de réacteurs d'ancienne génération, et ne sont pas aptes au ravitaillement en vol.
En juin 2021, l'US Navy a acquis un E-3D Sentry AEW1 auprès de la Royal Air Force pour 15 millions de dollars américains, dans l'intention de le convertir en avion d'entraînement en vol  TE-6B. Cependant, une évaluation ultérieure a conclu que le coût de la conversion et de la remise en état de navigabilité n'offrait plus un retour sur investissement favorable et un ordre d’arrêt des travaux sur le contrat avec Northrop Grumman Corp a lieu en novembre 2023.
Les équipages s'entraine depuis le 30 mai 2025 sur un Boeing 737 Next Generation de la Xtreme Aviation Holding.

## Variantes
- Boeing E-6A : Version d'origine, relais de communication.
- Boeing E-6B : Version actuelle, incluant la mission de poste de commandement aéroporté.
- Boeing TC-18F : Version d'entraînement destiné à la formation des pilotes et équipages.

## Unités opérationnelles

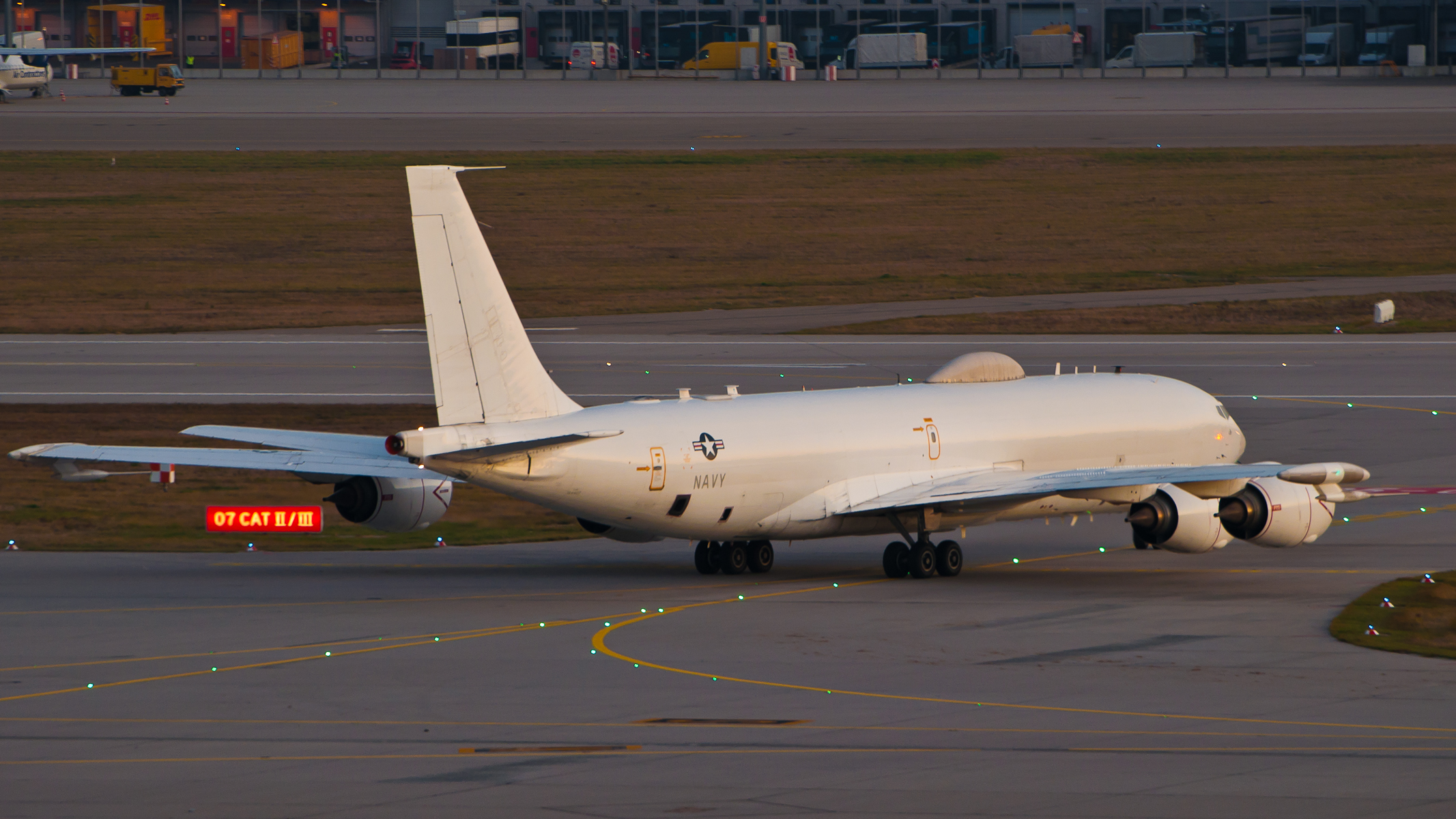
Boeing E-6B Mercury vu de derrière

- Fleet Air Reconnaissance Squadron 3 VQ-3.
- Fleet Air Reconnaissance Squadron 4 VQ-4.
- Naval Training Support Unit.